# Исчезновение DC-4 на Аляске
Исчезновение DC-4 на Аляске — авиационное происшествие, случившееся в субботу 21 июля 1951 года над территорией Аляска (США) в районе Александровского архипелага. Пассажирский самолёт Douglas DC-4 канадской авиакомпании Canadian Pacific Air Lines с 38 людьми на борту выполнял рейс 3505 Ванкувер—Анкоридж—Токио, но пропал через 1,5 часа полёта. Были начаты крупномасштабные поиски, длившиеся три месяца, но оказавшиеся безрезультатными. Все люди на борту были объявлены погибшими.

## Самолёт
Исчезнувший самолёт с заводским номером 10327 изначально был выпущен как военная модель Douglas C-54A-10-DC Skymaster и 15 июня 1944 года под бортовым номером 42-72222 передан Министерству армии США. Далее самолёт направили в военно-морской флот, где после перерегистрации он получил новый бортовой номер 39174 (модель R5D-1). После окончания военных событий и в связи с образованием избытка транспортной авиации в армии «Дуглас» вернули на завод-изготовитель. 28 июня 1946 года борт 39174 переделали в гражданскую модель — DC-4, а 29 мая 1947 года продали американской авиакомпании Pan American World Airways, где он получил б/н N88933 и имя Clipper Winged Racer. В 1950 году Pan Am вернула этот лайнер обратно компании Douglas, после чего в декабре того же года DC-4 продали канадской Canadian Pacific Air Lines (CPAL), где после перерегистрации он получил номер CF-CPC.

## Экипаж
Пилотировал самолёт канадский экипаж, имеющий следующий состав:
- Командир воздушного судна — Виктор Фокс (англ. Victor Fox). В авиакомпании CPAL с момента её образования (1942 год), налетал свыше 10 тысяч часов и двух миллионов миль;
- Второй пилот — Брюс С. Томсон (англ. Bruce S. Thomson);
- Третий пилот — Эрнест Л. Краушер (англ. Ernest L. Krausher);
- Бортинженер — Артур Бун (англ. Arthur Boon);
- Бортрадист — Фред Р. Таппер (англ. Fred R. Tupper).

В салоне работали стюардессы Кэтлин Моран (англ. Kathleen Moran, старшая стюардесса) и Ева М. Ли (англ. Eva M. Lee).

## Исчезновение
Начавшаяся 25 июня 1950 года Корейская война оказалась неприятной неожиданностью для США, чей контингент находился в Южной Корее. Требовалась доставка вооружения и личного состава через Тихий океан, но в американской армии не хватало транспортной авиации, поэтому через Военно-воздушную транспортную службу были заключены договоры с гражданскими авиакомпаниями. Среди них была и канадская CPAL, которая относительно недавно вышла на международные маршруты, и с которой был заключён контракт на полёты через океан до Токио (Япония). При этом полёты через Тихий океан в то время считались опасными даже для опытных лётчиков.
20 июля 1951 года DC-4 борт CF-CPC выполнял чартерный рейс 3505 из Ванкувера в Токио по доставке группы из 29 американских военных (23 из ВВС, 3 из армии и 3 гражданских) и 2 канадских (оба с Королевского канадского флота). При этом на маршруте имелась промежуточная посадка на авиабазе Элмендорф в Анкоридже (территория Аляска) для дозаправки.
В начале 1950-х годов полёты из Ванкувера в Анкоридж выполнялись по двум маршрутам. Первый маршрут, так называемый «Гражданский», предусматривал полёт сперва по воздушному коридору «Амбер 1» до залива, а затем от Густавуса вдоль побережья и параллельно горам до Анкориджа. Этот вариант требовал постоянного контроля за местонахождением самолёта, так как горы подходили к маршруту ближе, чем на 25 миль, а потому был риск, что если авиалайнер отклонится немного вглубь суши, то он может врезаться в горный склон. Второй маршрут, так называемый «Военный», предусматривал полёт сперва от Ванкувера до радиомаяка Сэндспит на островах Королевы Шарлотты, а затем по прямой над океаном до Анкориджа. Второй вариант требовал более точного составления плана полёта, ведь он частью проходил над открытым морем, но зато по сравнению с первым был короче, безопаснее (из-за увеличенного расстояния до гор), а также позволял избежать сложных погодных условий, которые возникали у побережья, когда воздушные массы сталкивались с горными склонами. Королевские канадские ВВС в основном использовали «военный» маршрут, его же предпочитала и CPAL.
Ещё перед вылетом экипаж получил прогноз погоды, согласно которому в заливе Аляска формировался слабый фронт, который должен был начаться в 150—200 милях от Мексиканского залива и доходить до Ситки и Якутата; в облаках слабое обледенение. Сильного обледенения и турбулентности при этом не ожидалось, но второй пилот Томсон предложил командиру лететь по «военному» маршруту, так как близ побережья облака из-за гор скапливались в более крупные массы, приводя к усилению турбулентности и обледенения, по сравнению с полётом над открытым морем. Однако командир Фокс предпочёл «гражданский» маршрут, так как можно было визуально сохранять направление полёта. Относительно турбулентности и обледенения на маршруте Фокс, понадеявшись на прогноз, решил, что угроза минимальна. Минимальная безопасная высота на данном маршруте составляла 7000 футов (2100 м), а подъём на большие высоты был опасен из-за усиления турбулентности. Исходя из этого, для полёта был выбран эшелон 9000 футов (2700 м). В 18:53 лайнер вылетел из Ванкуверского аэропорта и направился к Анкориджу.
Полёт проходил по установленному маршруту, а экипаж своевременно докладывал о следовании по коридору «Амбер 1» и прохождении Комокса, Порт-Харди, Сэндспита и пересечения «Диксон» (близ Принс-Руперта). Эти пункты были пройдены в соответствии с планом, но прохождение мыса Спенсер, что в районе Ситки, было доложено в 23:00, с задержкой в 23 минуты. Причину такой задержки экипаж не пояснил, передав только «Всё хорошо» и что прохождение Якутата оценивается в полночь.
Однако больше рейс 3505 на связь уже не выходил. В эфире при этом и спустя 14 часов был слышен радиосигнал, который диспетчеры приняли за сигнал с борта CF-CPC. Однако затем было установлено, что это не радиопередача, а сигнал не принадлежит самолёту. Когда в назначенное время экипаж не доложил о прохождении Якутата и не отвечал на вызовы, диспетчеры в 00:44 объявили чрезвычайную ситуацию.

## Поисковые работы
Утром 21 июля были начаты поиски пропавшего рейса 3505. В них приняли участие 21 американский и канадский самолёт и корабли береговой охраны США. Пять Boeing B-17, на борту которых были спасательные шлюпки, которые можно было сбросить на парашютах, прочёсывали океан от мыса Спенсер и далее на 300 миль к западу вплоть до острова Мидлтон. Другая группа самолётов исследовала зону на 150 миль к югу от Якутата и на 40 миль вглубь страны. Третья группа прочёсывала побережье от Спенсера до Якутата. Пара катеров береговой охраны США исследовала при этом пляжи, ища выброшенные морем обломки. Помимо визуальных поисков также прослушивали радиоэфир, так как пропавший самолёт был оборудован аварийным радиобуем, который активировался при попадании в воду, но при необходимости, например при аварийной посадке на суше, его можно было активировать вручную.
Жители острова Баранова (южнее Ситки) сообщили, что в ночь происшествия слышали низколетящий самолёт, поэтому поисковые группы прочёсывали местные воды и побережья несколько раз, но не нашли никаких улик. Ещё один рыбак сообщил об огнях, увиденных в горах к северо-востоку от Питерсберга, но и это не помогло в обнаружении самолёта.
В ходе поисков на горе Лаперуза (высота 10 740 футов (3270 м), расположена в 30 милях южнее мыса Спенсер) удалось найти обломки самолёта, но проверка показала, что это C-54 борт 42-72700, пропавший 29 июля 1950 года с 6 людьми на борту. Также в процессе поисков 13 и 31 августа были потеряны два американских военных самолёта, но их быстро обнаружили, как и пропавшую 15 августа гражданскую Cessna. 1 сентября пропал Douglas C-47 Skytrain, который тоже нашли, хоть и через пять дней.
8 августа на пляже близ Якутата выбросило оторванную человеческую ногу и обрывки зелёных брюк. Патологоанатомическая экспертиза показала, что нога пробыла в воде две недели, то есть столько, сколько времени прошло с пропажи борта CF-CPC. Однако в дальнейшем установили, что оторванная конечность и обрывки материи не связаны с пропавшим самолётом и друг с другом. 31 августа 1951 года поиски рейса 3505 формально прекратили, но фактически они продолжались на участке от Фэруэтера до Кордовы. 31 октября 1951 года, спустя три месяца с момента исчезновения, поиски были окончательно прекращены. Борт CF-CPC пропал без следа.

## Расследование

### Погода в регионе
Уже в первый день поисковых работ было отмечено, что в регионе в это время была гроза, шёл дождь, а видимость не превышала 500—1000 футов (150—300 м).
Позже следователи опросили экипаж самолёта DC-4, авиакомпании Northwest Airlines, который следовал на эшелоне 10 000 футов (3000 м) в южном направлении. Этот экипаж сообщил, что на маршруте наблюдались молнии, снижение видимости и лёгкое обледенение. Также самолёт попал под воздействие сильных попутных ветров, которые значительно увеличили его путевую скорость. Для самолёта компании CPAL этот ветер уже был встречным и наоборот снижал путевую скорость, из-за чего Ситка, вероятно, и была достигнута с задержкой. Ещё экипаж самолёта Northwest добавил, что из-за грозовой активности в регионе радиокомпас выдавал некорректные показания, вследствие чего маршрут полёта приходилось соблюдать и по визуальным ориентирам.
Пилот ещё одного самолёта, следовавшего на север вдоль побережья Британской Колумбии, рассказал, что при следовании на эшелоне 9000 футов в облаках его самолёт попал в зону интенсивного обледенения, в результате чего на поверхностях всего за несколько секунд образовался слой льда. Потеряв управление, машина стала терять высоту. Режим двигателей был увеличен до максимального, а также удалось вернуть контроль над креном, но снижение не прекратилось. Пилот уже думал, что врежется в горы или океан, как на высоте 6000 футов (1800 м) он попал в тёплый дождь, благодаря чему лёд стал таять, а на высоте 3000 футов (910 м) самолёт был выровнен.

### Версии
До сих пор не установлено точно, почему экипаж доложил о прохождении Ситки со значительной задержкой. Это могло произойти из-за сильных встречных ветров, вследствие чего Ситка была достигнута с опозданием, либо из-за проблем с радиосвязью, в результате чего экипаж не смог сразу связаться с диспетчером. Для проверки последнего варианта были проведены испытательные полёты, но во всех них связь была устойчивой. Ещё экипаж мог быть перегружен информацией в условиях полёта во время грозы при некорректно работающих радиокомпасах, а потому неверно определить своё местонахождение.
На основании того, что в течение последних пары лет в данном регионе пропали 16 самолётов, большинство из которых позже нашли на горных склонах, была выдвинута следующая версия. Когда борт CF-CPC попал в зону обледенения, он начал постепенно терять высоту. Помимо этого, в условиях встречного ветра и нарушений в работе радиокомпасов (из-за грозовой активности) экипаж во время полёта в облаках неверно определил своё местонахождение на маршруте и отклонился к востоку, направляясь вглубь материка. Пролетая близ гор, лайнер столкнулся с малоизученным в то время в авиации эффектом Вентури, когда между двух гор ветер значительно ускорялся и сильнее сносил самолёт в сторону, при этом давление в нём падало, из-за чего высотомеры на самолёте выдавали завышенные показания. Через короткое время «Дуглас» врезался в склон одного из горных пиков на участке от Фэруэтера до Кордовы. Вызванная ударом лавина накрыла обломки, скрыв их под толстым слоем снега.
Ещё есть версия, что лайнер упал в океан и быстро затонул. Даже если экипаж попытался совершить приводнение, выжившие могли находиться в воде не более часа, после чего погибли бы от переохлаждения.